# 호카곶

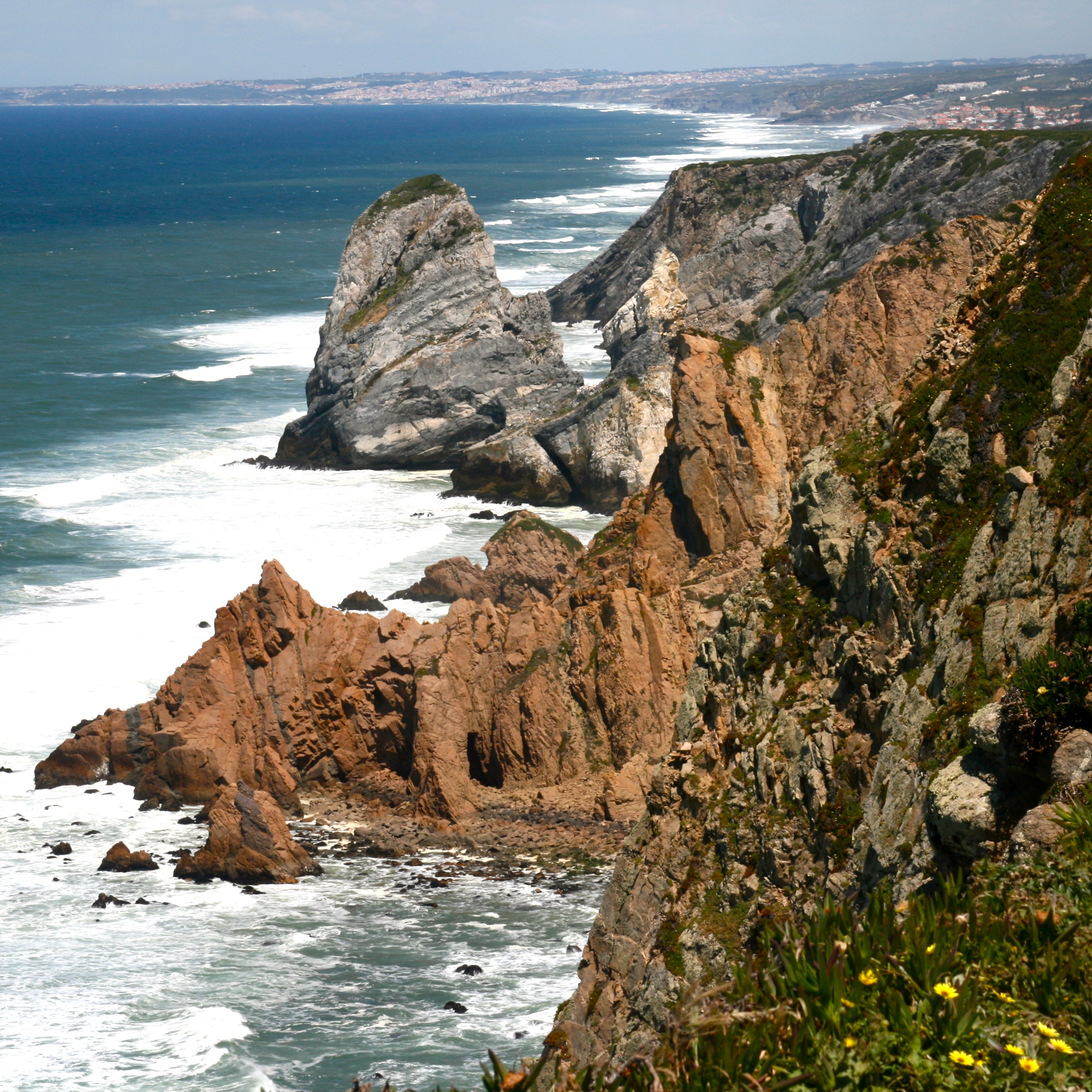
호카 곶

호카 곶(포르투갈어: Cabo da Roca 카보 다 호카[*])은 유라시아 대륙 최서단의 곶이다. 리스보아현의 남서쪽 신트라에 위치해있다. 1772년 처음 운행한 등대가 호카 곶에 있다.

## 지리
호카 곶은 신트라 카스카이스 자연 공원에 있으며, 리스본에서 서쪽으로 42km, 신트라의 남서쪽에 위치한다.

## 같이 보기
- 유럽의 극점